# Gatschach
Gatschach (slovensko: Gače),  je naselje v Občini Belo jezero v Okraju Špital ob Dravi na Koroškem v Avstriji.